# Đường tỉnh 295
Đường tỉnh 295 hay tỉnh lộ 295, viết tắt ĐT295 hay TL295, là đường tỉnh ở tỉnh Bắc Ninh, Việt Nam.
ĐT295 bắt đầu từ phường Từ Sơn, tỉnh Bắc Ninh, đi hướng bắc.
Đến xã Hiệp Hòa thì chuyển hướng đông, đến xã Lục Nam.